# Peter Norsk
Peter Norsk (født 14. juni 1953) er en dansk dr. med., fra 2006 til 2014 professor i gravitations- og rumfysiologi ved Københavns Universitet, og fra 2018 til 2021 professor ved Baylor College of Medicine, Houston, Texas. Peter Norsk deltog i 2005 i astronautudvalget med udvælgelsen af de danske astronautkandidater.
Norsk blev student fra Rungsted Gymnasium i 1972, læge fra Københavns Universitet i 1982 og dr. med. fra Københavns Universitet i 1989.
Fra 17. januar 2011 til 1. februar 2021 var Peter Norsk ansat ved den amerikanske rumfartsorganisation NASA..

## Politik
Peter Norsk var kandidat for det Konservative Folkeparti ved EU-Parlamentsvalget 2009. Peter Norsk var medlem af partiets hovedbestyrelse og var folketingskandidat i Enghavekredsen 1981-84 og i Hvidovrekredsen ved folketingsvalget 2005. Han markerede sig ved flere lejligheder med kritik af såvel partiets politiske linje som daværende partiformand Lene Espersen.
Op til partiets landsråd i 2009 meddelte Peter Norsk sit kandidatur som formand for Det Konservative Folkeparti.
Kandidaturet var støttet af Viggo Fischer.
Peter Norsk trak dog sit kandidatur tilbage.
I juni 2010 meldte han sig ud af partiet.